# Набережне (Одеський район)
Набережне — селище Усатівської сільської громади в Одеському районі Одеської області в Україні. Засновано в 1935 році. Населення становить 921 осіб.

## Населення
Згідно з переписом 1989 року населення селища становило 841 особа, з яких 837 чоловіків та 4 жінки.
За переписом населення 2001 року в селищі мешкало 914 осіб.

### Мова
Розподіл населення за рідною мовою за даними перепису 2001 року:
| Мова            | Кількість | Відсоток |
| --------------- | --------- | -------- |
| російська       | 564       | 61.24%   |
| українська      | 341       | 37.02%   |
| білоруська      | 14        | 1.52%    |
| болгарська      | 1         | 0.11%    |
| інші/не вказали | 1         | 0.11%    |
| Усього          | 921       | 100%     |